# Кондер, Чарльз
Чарльз Кондер (англ. Charles Edward Conder; 24 октября 1868, Тоттенхэм — 9 февраля 1909, Лондон) — английский художник.

## Биография
Родился в Тоттенхэме в 1868 году. Сын инженера-строителя Джеймса Кондера Мэри Энн Айрес. Был вторым сыном из шести детей. Первые годы жизни провёл в Индии. В 1884 году, в возрасте 16 лет, его отправили в Сидней, где он работал у своего дяди. После получения образования поступил на государственную службу в Австралии, но в 1890 году решил посвятить себя искусству: в течение нескольких лет учился в Париже, где в 1893 году стал сотрудником Société Nationale des Beaux-Arts. Он также посещал уроки живописи Альфреда Джеймса Даплина. В 1895 году приобрёл репутацию оригинального художника, но был известен в большей степени в узких кругах поклонников искусства. Работал в основном в пасторальном жанре. В последние годы жизни много страдал от болезней, умер 9 февраля 1909 года.

## Галерея

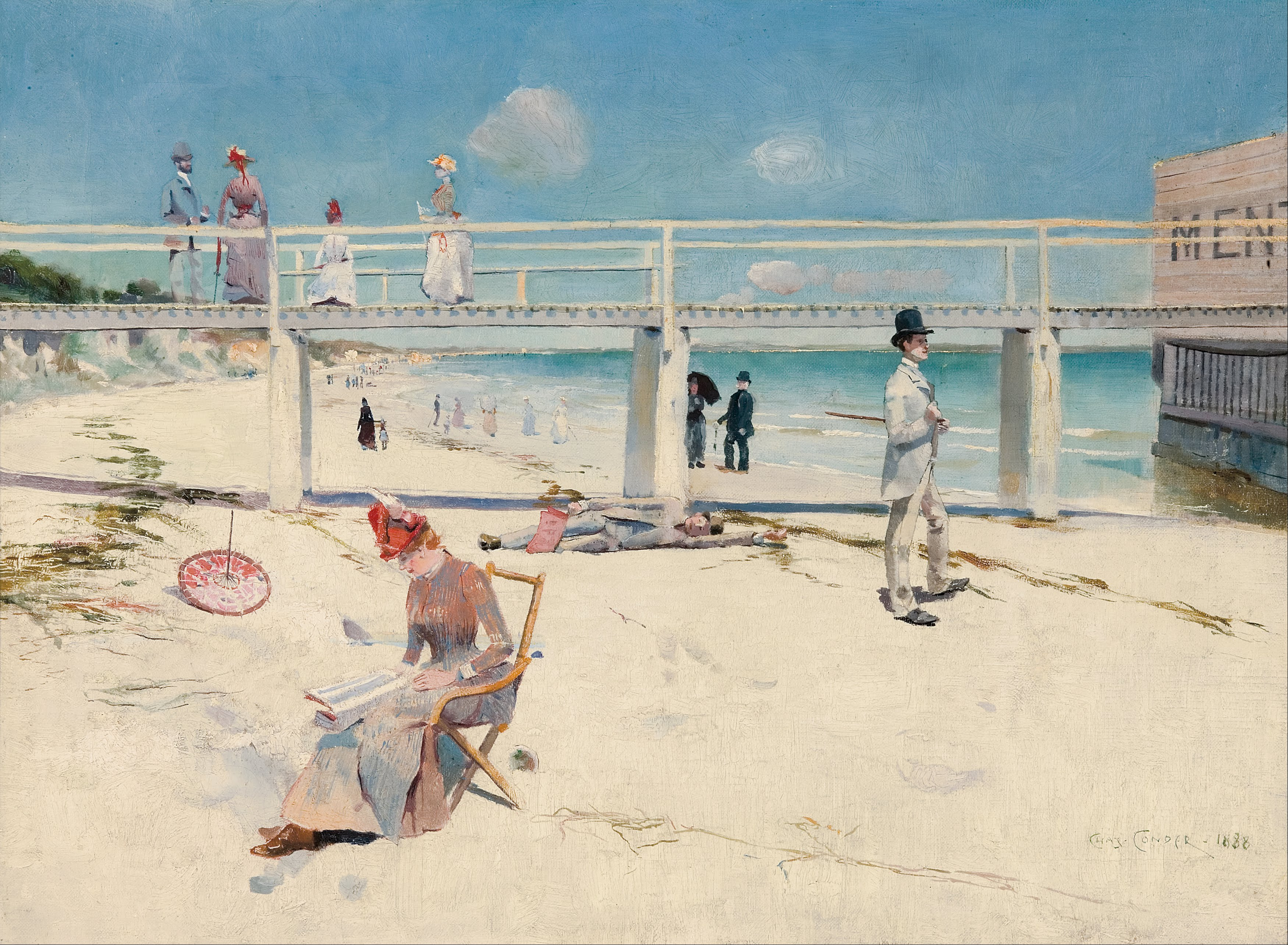
«Выходные в Ментоне» (1888)
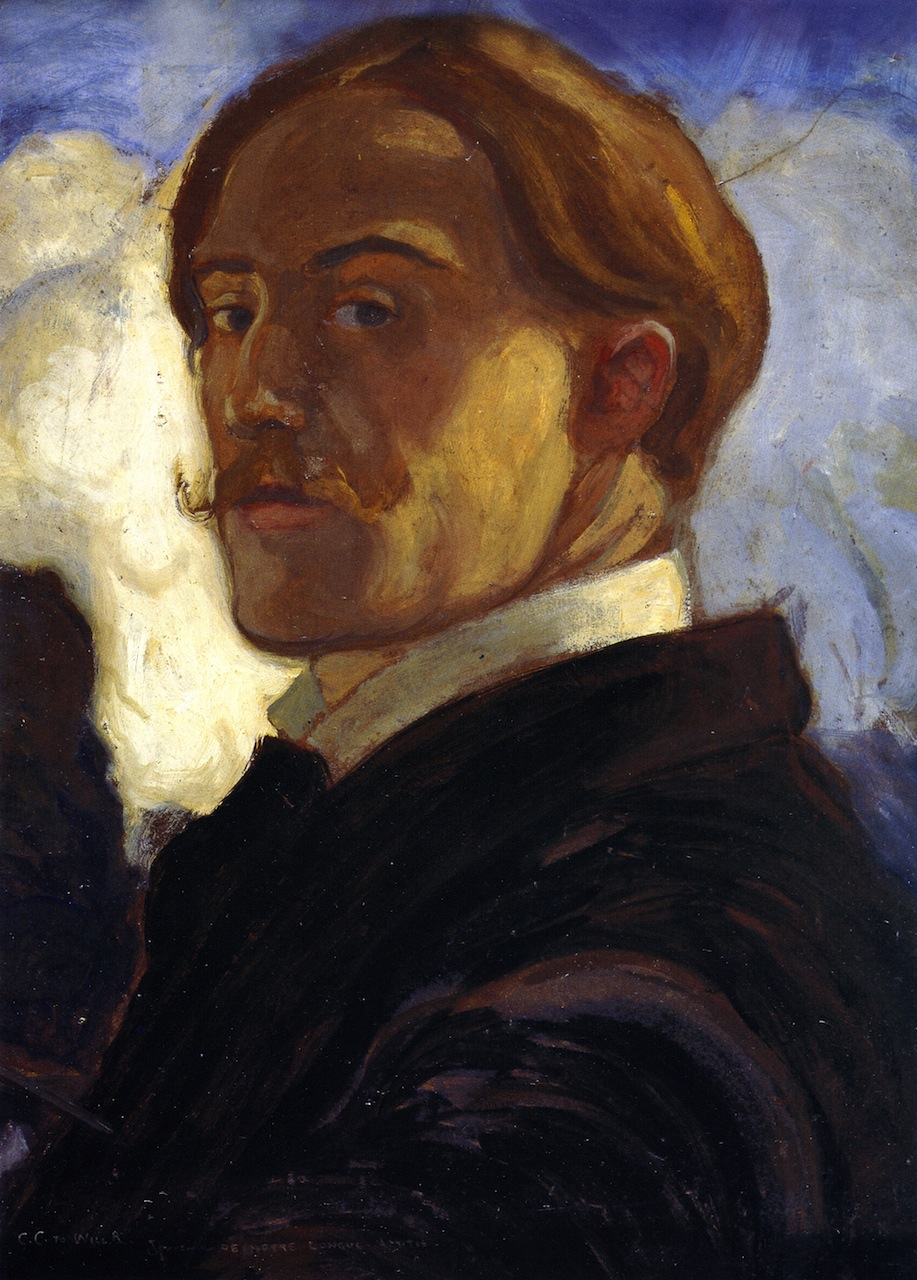
«Автопортрет» (1900)